# Papoea-Nieuw-Guinea op de Gemenebestspelen

Vlag van Papoea-Nieuw-Guinea

Papoea-Nieuw-Guinea is een van de landen die deelneemt aan de Gemenebestspelen (of Commonwealth Games). Sinds 1962 heeft Papoea-Nieuw-Guinea vijftienmaal deelgenomen. In totaal over deze vijftien edities wonnen ze 15 medailles.

## Medailles
| Papoea-Nieuw-Guinea op de Gemenebestspelen | Papoea-Nieuw-Guinea op de Gemenebestspelen | Papoea-Nieuw-Guinea op de Gemenebestspelen | Papoea-Nieuw-Guinea op de Gemenebestspelen | Papoea-Nieuw-Guinea op de Gemenebestspelen | Papoea-Nieuw-Guinea op de Gemenebestspelen |
| ------------------------------------------ | ------------------------------------------ | ------------------------------------------ | ------------------------------------------ | ------------------------------------------ | ------------------------------------------ |
| Jaar                                       | Goud                                       | Zilver                                     | Brons                                      | Totaal                                     | Rang                                       |
| 1962                                       | -                                          | -                                          | 1                                          | 1                                          | 17                                         |
| 1966                                       | -                                          | 1                                          | -                                          | 1                                          | 20                                         |
| 1970                                       | -                                          | -                                          | -                                          | -                                          | /                                          |
| 1974                                       | -                                          | -                                          | -                                          | -                                          | /                                          |
| 1978                                       | -                                          | 1                                          | -                                          | 1                                          | 18                                         |
| 1982                                       | -                                          | -                                          | -                                          | -                                          | /                                          |
| 1990                                       | 1                                          | -                                          | -                                          | 1                                          | 19                                         |
| 1994                                       | -                                          | 1                                          | -                                          | 1                                          | 20                                         |
| 1998                                       | -                                          | -                                          | 1                                          | 1                                          | 32                                         |
| 2002                                       | -                                          | -                                          | -                                          | -                                          | /                                          |
| 2006                                       | 1                                          | 1                                          | -                                          | 2                                          | 18                                         |
| 2010                                       | -                                          | 1                                          | -                                          | 1                                          | 29                                         |
| 2014                                       | 2                                          | -                                          | -                                          | 2                                          | 16                                         |
| 2018                                       | 1                                          | 2                                          | -                                          | 3                                          | 22                                         |
| 2022                                       | -                                          | 1                                          | -                                          | 1                                          | 35                                         |